# Golden Globe Awards 1952
Die neunte Verleihung der Golden Globe Awards fand am 21. Februar 1952 statt.

## Preisträger und Nominierungen

### Bester Film – Drama
Ein Platz an der Sonne (A Place in the Sun) – Regie: George Stevens
- Endstation Sehnsucht (A Streetcar Named Desire) – Regie: Elia Kazan
- Polizeirevier 21 (Detective Story) – Regie: William Wyler
- Quo vadis? (Quo vadis) – Regie: Mervyn LeRoy
- Sieg über das Dunkel (Bright Victory) – Regie: Mark Robson

### Bester Film – Musical/Komödie
Ein Amerikaner in Paris (An American in Paris) – Regie: Vincente Minnelli

### Bester Film zur Förderung der Völkerverständigung
Der Tag, an dem die Erde stillstand (The Day the Earth Stood Still) – Regie: Robert Wise

### Beste Regie
László Benedek – Der Tod eines Handlungsreisenden (Death of a Salesman)
- Vincente Minnelli – Ein Amerikaner in Paris (An American in Paris)
- George Stevens – Ein Platz an der Sonne (A Place in the Sun)

### Bester Hauptdarsteller – Drama
Fredric March – Der Tod eines Handlungsreisenden (Death of a Salesman)
- Kirk Douglas – Polizeirevier 21 (Detective Story)
- Arthur Kennedy – Sieg über das Dunkel (Bright Victory)

### Beste Hauptdarstellerin – Drama
Jane Wyman – Das Herz einer Mutter (The Blue Veil)
- Vivien Leigh – Endstation Sehnsucht (A Streetcar Named Desire)
- Shelley Winters – Ein Platz an der Sonne (A Place in the Sun)

### Bester Hauptdarsteller – Musical/Komödie
Danny Kaye – An der Riviera (On the Riviera)
- Bing Crosby – Hochzeitsparade (Here Comes the Groom)
- Gene Kelly – Ein Amerikaner in Paris (An American in Paris)

### Beste Hauptdarstellerin – Musical/Komödie
June Allyson – Zu jung zum Küssen (Too Young to Kiss)

### Bester Nebendarsteller
Peter Ustinov – Quo vadis? (Quo vadis)

### Beste Nebendarstellerin
Kim Hunter – Endstation Sehnsucht (A Streetcar Named Desire)
- Lee Grant – Polizeirevier 21 (Detective Story)
- Thelma Ritter – SOS – Zwei Schwiegermütter (The Mating Season)

### Bester Nachwuchsdarsteller
Kevin McCarthy – Der Tod eines Handlungsreisenden (Death of a Salesman)

### Beste Nachwuchsdarstellerin
Pier Angeli – Teresa

### Bestes Drehbuch
Robert Buckner – Sieg über das Dunkel (Bright Victory)

### Beste Kamera – Schwarzweiß
Franz Planer – Der Tod eines Handlungsreisenden (Death of a Salesman)
- William C. Mellor – Ein Platz an der Sonne (A Place in the Sun)
- Franz Planer – Entscheidung vor Morgengrauen (Decision Before Dawn)

### Beste Kamera – Farbfilm
William V. Skall – Quo vadis? (Quo vadis)

### Beste Filmmusik
Victor Young – Liebesrausch auf Capri (September Affair)
- Bernard Herrmann – Der Tag, an dem die Erde stillstand (The Day the Earth Stood Still)
- Dimitri Tiomkin – Stadt in Aufruhr (The Well)

### Special Achievement Award
Alain Resnais

### Henrietta Award
Esther Williams